# Casa Valduga

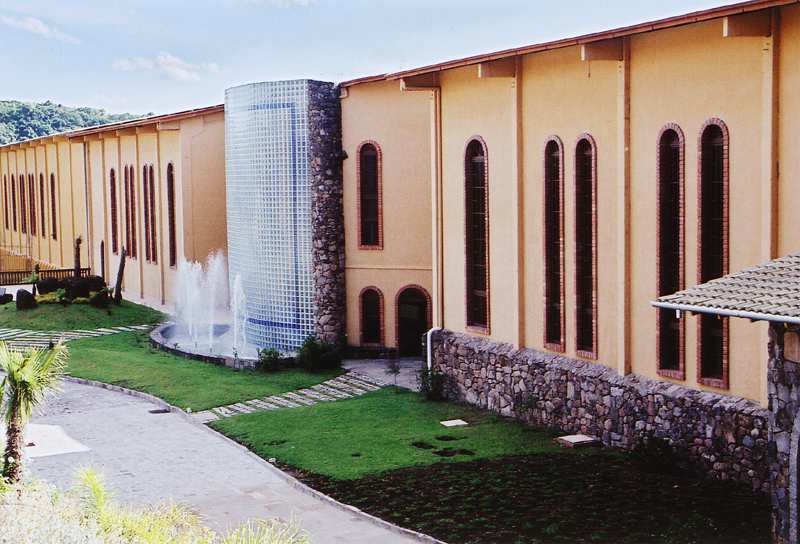
Sede da Vinícola Casa Valduga, no Vale dos Vinhedos em Bento Gonçalves, Rio Grande do Sul.

A Casa Valduga é uma vinícola familiar brasileira localizada em Bento Gonçalves, no Vale dos Vinhedos no Rio Grande do Sul.

## História
Seus fundadores são descendentes de imigrantes italianos, a exemplo de outras vinícolas da região.
É associada à APROVALE, a Associação dos Produtores de Vinhos do Vale dos Vinhedos.
Os tintos de guarda amadurecem em barris de carvalho franceses e americanos e, no final do período, passam para a cave apropriada, adquirindo o bouquet. Já os brancos repousam em tanques de aço inox durante curto período, para que mantenham os seus aromas primários e possam ser consumidos ainda jovens. A vinícola dedica-se também à elaboração dos espumantes. Ao lado da Vinícola, instalaram-se restaurantes e pousadas, com vista para os parreirais, a 671 metros de altitude.

## Premiações
Os méritos da vinícola foram reconhecidos pela Decanter World Wine Award [en] (DWWA) e o Sommelier Wine Award  (SWA), tendo recebido seis medalhas das mais importantes competições mundiais do mercado de vinhos. Os produtos desta adega também foram premiados na França nos concursos Vinalies e Chardonnay du Monde.